# Федеральное агентство по поставкам вооружения, военной, специальной техники и материальных средств
Федеральное агентство по поставкам вооружения, военной, специальной техники и материальных средств (Рособоронпоставка) — федеральный орган исполнительной власти, осуществлявший функции государственного заказчика по размещению заказов, а также по заключению, оплате, контролю и учёту выполнения госконтрактов по оборонному заказу.

## История
Агентство образовано Указом Президента РФ от 5 февраля 2007 года № 119; выполняет возложенные на него функции с 1 января 2008 года. Первоначально было подведомствено непосредственно Правительству Российской Федерации.
Указом Президента Российской Федерации от 14 мая 2010 года № 589 утверждено Положение о Федеральном агентстве по поставкам вооружения, военной, специальной техники и материальных средств. 17 мая 2010 года агентство передано в ведение Министерства обороны Российской Федерации.
Руководство деятельностью Рособоронпоставки осуществляет Президент Российской Федерации. 
С января 2011 года

Рособоронпоставка приступила к проведению процедур по размещению государственного оборонного заказа для нужд таких федеральных органов исполнительной власти как Минобороны России, МВД России, МЧС России, ФСБ России, ФСО России, ФСИН России, ФСКН России. Торги объявлены на общую сумму 7,9 млрд рублей. По итогам завершённых торгов (по данным на 11 июля 2011 г.) сумма заключенных контрактов составила 4 млрд рублей, а общее снижение начальной (максимальной) цены — более 90 млн рублей. Участие в торгах приняли свыше 140 организаций.
В связи с образованием Агентства были сокращены:
- Вооружённые Силы — на 871 единицу штатной численности;
- МВД — на 96 единиц численности (работников и военнослужащих);
- МЧС — на 50 единиц;
- ФСБ — на 50 единиц;
- Федеральная служба охраны и Служба внешней разведки — на 5 единиц;
- ФСКН — на 15 единиц;
- ФСИН — на 13 единиц.

Высвободившийся в результате сокращения личный состав (численностью 1100 человек) передан Рособоронпоставке для выполнения работ в интересах министерств и ведомств.
Агентство упразднено с 1 января 2015 года согласно указу Президента Российской Федерации от 8 сентября 2014 года № 613. Функции агентства переданы департаменту госзакупок министерства обороны РФ.

## Структура
В состав Рособоронпоставки входили:
- Управление делами
- Финансово-хозяйственное управление
- Управление госслужбы и кадров
- Управление безопасности и защиты информации
- Правовое управление
- Управление сводного анализа и отчетности
- Управление учёта, контроля и методологии госзакупок
- Управление государственного заказа по номенклатуре Минобороны России
- Управление государственного заказа по номенклатуре Минобороны России № 2
- Управление информатизации
- Управление проверки участников торгов
- Управление государственного заказа по номенклатуре федеральных органов исполнительной власти

## Полномочия
Исходя из стоящих перед Рособоронпоставкой государственных задач оптимизации поставок вооружения, военной, специальной техники, а также проведения единой ценовой политики в сфере реализации гособоронзаказа, работа в Агентстве осуществлялась по следующим ключевым направлениям:
I. Анализ конкурсной документации
Во избежание ситуаций, влекущих ограничение круга участников и необоснованное завышение цены контракта, Рособоронпоставка проводит тщательный анализ документации, представленной для размещения заказчиками, на её соответствие требованиям существующего законодательства о размещении заказов. Ведётся проверка технических характеристик, анализ начальной (максимальной) цены контракта с использованием информации из открытых источников, условий ранее заключённых контрактов и применения расчётных методов определения начальной (максимальной) цены контракта.
В случае выявления существенных отклонений цены контракта в адрес заказчиков направляются рекомендации по изменению начальной (максимальной) цены контракта.
II. Проверка участников размещения заказа
Во избежание возможных рисков невыполнения участниками размещения заказа своих обязательств по заключенным госконтрактам по инициативе Агентства заключаются соглашения об информационном взаимодействии с Федеральной службой по оборонному заказу (Рособоронзаказ), Федеральной налоговой службой России, Федеральной службой судебных приставов России.
III. Проведение совместных торгов
С целью эффективного использования выделенных из федерального бюджета средств на реализацию гособоронзаказа Агентство организует и проводит совместные торги в рамках заключённых многосторонних соглашений с ФСБ России, ФСО России, ФСИН России, ФСКН России, МВД России, Минобороны России.
Совместные торги проводятся Рособоронпоставкой в «классической форме» — одним лотом для нескольких государственных заказчиков по одинаковой цене за единицу продукции и на одинаковых условиях исполнения контракта.
На начальном этапе подготовки документации уже удалось добиться снижения на 2,4 млн рублей при формировании единой начальной (максимальной) цены контракта от сумм, указанных в заявках госзаказчиков. В ходе проведения торгов снижение цены составило 7,7 млн рублей.
IV. Совершенствование существующего законодательства и механизма размещения заказов
Ведётся обобщение практики применения российского законодательства в сфере размещения гособоронзаказа, вырабатываются единые подходы проверки участников размещения заказа, совершенствуется механизм размещения заказа — эти инициативы Агентства призваны в дальнейшем обеспечить большую экономию бюджетных средств.
2011-й год останется для Агентства «переходным». Предстоит решить ещё много правовых и организационных вопросов, связанных с обеспечением деятельности Агентства. К 2012-му году Рособоронпоставка должна заработать в полную силу и стать достойным партнёром для заказчиков.

## Руководство
Федеральное агентство по поставкам вооружения, военной, специальной техники и материальных средств возглавляет руководитель, назначаемый на должность и освобождаемый от должности Правительством Российской Федерации.
Руководитель Федерального агентства по поставкам вооружения, военной, специальной техники и материальных средств несёт персональную ответственность за выполнение возложенных на Агентство полномочий.
Руководитель Агентства имеет заместителей, назначаемых на должность и освобождаемых от должности Правительством Российской Федерации по представлению руководителя Агентства.
Первым руководителем Агентства был генерал-лейтенант Александр Денисов.
В мае 2008 года, во время формирования нового состава Правительства РФ, руководителем назначен бывший директор ФСКН — Виктор Черкесов.
13 июня 2010 года указом Д. Медведева В. Черкесов освобождён от должности руководителя Рособоронпоставки, на его место назначена Надежда Синикова.

## Цитаты
Дмитрий Медведев, Верховный Главнокомандующий:

Задачи две. Задача первая — приобретать хорошую технику. Задача вторая — экономить деньги. Вот, собственно, и всё. Ничего, вроде бы, хитрого нет, но, с другой стороны, от организации этой работы очень многое зависит.